# 汤姆·庞廷
汤姆·庞廷（英語：Tom Ponting，1965年1月28日—），加拿大男子游泳运动员。他曾代表加拿大参加1984年、1988年和1992年夏季奥林匹克运动会游泳比赛，获得二枚银牌和一枚铜牌。